# 독도 천연보호구역
독도 천연보호구역(獨島 天然保護區域)은 대한민국 경상북도 울릉군 울릉읍 독도 지역을 1982년 11월 29일 대한민국의 천연기념물 336호 독도 해조류(바다제비, 슴새, 괭이갈매기) 번식지로 지정하였다가, 1999년 12월 '독도 천연보호구역'으로 명칭을 변경하였다.

## 개요
독도는 동도·서도 두 섬과 그 주위에 흩어져 있는 동·서도 외 89개의 부속도서로 구성되어 있다.
독도는 철새들이 이동하는 길목에 위치하고, 동해안 지역에서 바다제비·슴새·괭이갈매기의 대집단이 번식하는 유일한 지역이므로 1982년 11월 20일 '독도 해조류 번식지'로 지정하여 보호해 왔다. 그러나 독도에 독특한 식물들이 자라고, 화산폭발에 의해 만들어진 섬으로 지질적 가치 또한 크고, 섬 주변의 바다생물들이 다른 지역과 달리 매우 특수하므로 1999년 12월 ‘독도 천연보호구역’으로 명칭을 변경하였다.
독도는 신라 지증왕(재위 500∼514) 이래로 내려온 우리 영토로서 역사성과 더불어 자연과학적 학술가치가 매우 큰 섬이므로 천연기념물로 지정하여 보호하고 있다.
독도는 섬 전체가 공개제한지역으로 관리 및 학술목적 등에 한해 문화재청장의 허가를 받아 출입할 수 있었으나, 독도에 대한 국민적 관심 증대에 따른 접근성 강화 및 방문객 유치를 위해 2005년부터 공개제한지역 일부를 해제, 일반인의 관람을 허용하고 있다.('05.3월 동도 공개제한 해제, '09.6월 서도 일부 공개제한 해제)

## 같이 보기
- 독도

## 참고 자료
- 독도 천연보호구역 - 국가유산청 국가유산포털